# Fachhochschule Salzburg

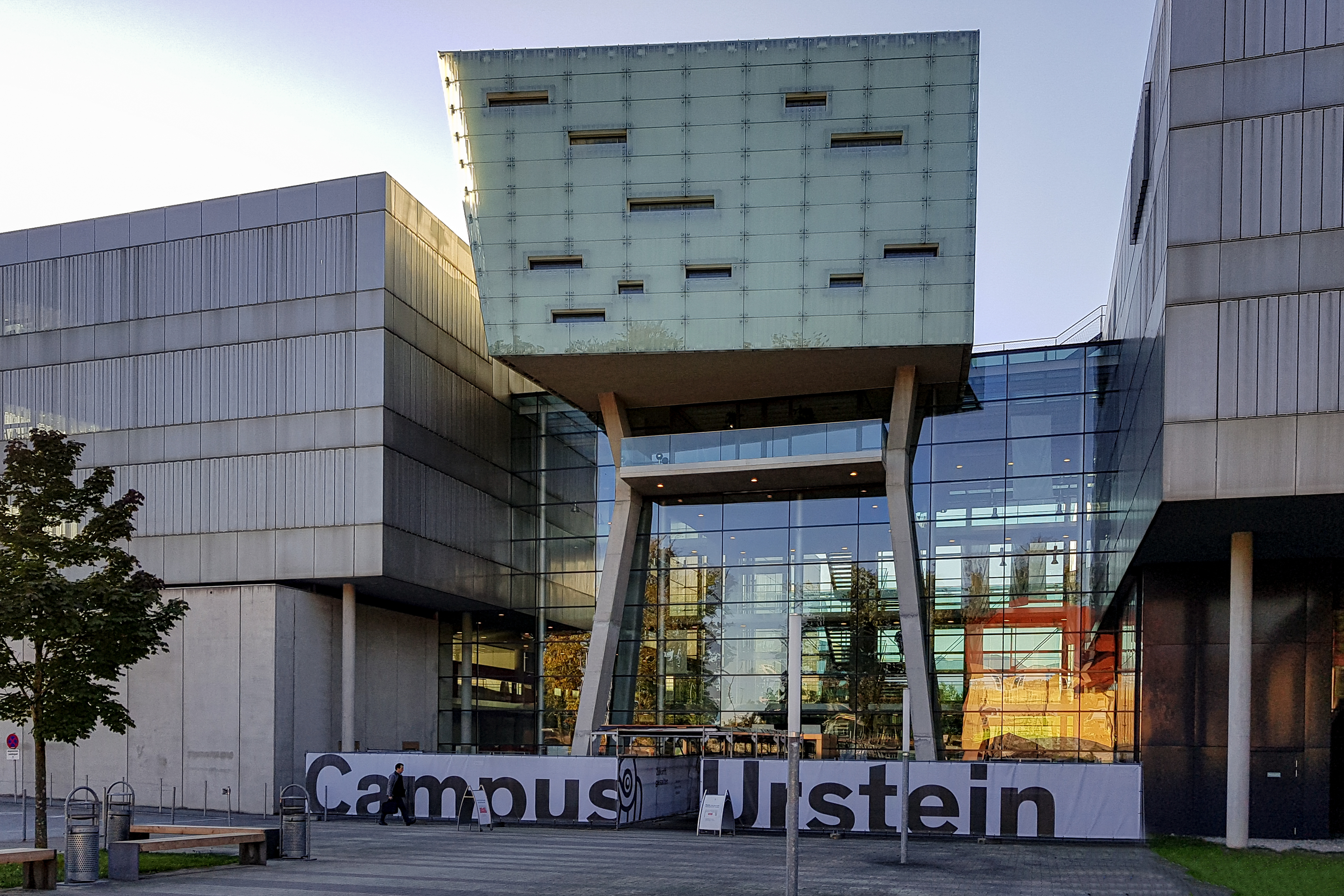
Campus Urstein.

Fachhochschule Salzburg är en högskola som grundades 1995, och finns i Puch bei Hallein och i Kuchl, båda mindre orter söder om Salzburg.
Under höstterminen 2006 erbjöds där 15 program, läsåret 2010/2011 var programmen 18 i antalet. Skolan har cirka 2 200 studenter.